# Callen
Callen (okzitanisch: Calen) ist eine französische Gemeinde mit 145 Einwohnern (Stand: 1. Januar 2022) im Département Landes in der Region Nouvelle-Aquitaine. Sie gehört zum Arrondissement Mont-de-Marsan und zum Kanton Haute Lande Armagnac.

## Geographie
Die Gemeinde Callen liegt an der Grenze zum Département Gironde, etwa 50 Kilometer nordnordwestlich von Mont-de-Marsan und etwa 60 Kilometer südlich von Bordeaux in der Landschaft Armagnac und im Regionalen Naturpark Landes de Gascogne. Das Gemeindegebiet wird vom Fluss Naou durchquert, der in die  Petite Leyre mündet, die die Gemeinde im Südwesten begrenzt. Umgeben wird Callen von den Nachbargemeinden Bourideys im Norden, Cazalis im Norden und Nordosten, Lucmau im Osten und Nordosten, Luxey im Süden und Südwesten sowie Sore im Westen. Im Südosten hat die Gemeinde einen Anteil am 9500 ha großen militärischen Sperrgebiet Champ de tir et polygone d'essais de Captieux, das auf frei zugänglichen Satellitenaufnahmen teilweise verpixelt wird.

## Bevölkerungsentwicklung
| Jahr                       | 1962 | 1968 | 1975 | 1982 | 1990 | 1999 | 2006 | 2013 | 2021 |
| -------------------------- | ---- | ---- | ---- | ---- | ---- | ---- | ---- | ---- | ---- |
| Einwohner                  | 213  | 140  | 129  | 136  | 143  | 149  | 143  | 149  | 137  |
| Quellen: Cassini und INSEE |      |      |      |      |      |      |      |      |      |

## Sehenswürdigkeiten
- Kirche Saint-Pierre
- Wasserturm